# 도시 내친왕
도시 내친왕(当子内親王, 1001년 ~ 1022년)은 일본 산조 천황의 황녀이다. 이세 신궁의 신관이기도 하다.
1011년 부황의 즉위로 내친왕이 되었다. 1014년 이세에 신관으로 부임했으며, 1016년 부황의 퇴위로 신관직을 사직하고 교토에 돌아왔다. 1017년 출가했으며 1022년 세상을 떠났다.